# Goichi Ishitani
Goichi Ishitani (japanisch 石谷 吾一 Ishitani Goichi; * 6. Juli 1979 in der Präfektur Kagoshima) ist ein ehemaliger japanischer Fußballspieler.

## Karriere
Ishitani erlernte das Fußballspielen in der Schulmannschaft der Kagoshima Jitsugyo High School. Seinen ersten Vertrag unterschrieb er 2000 bei den Sagan Tosu. Der Verein spielte in der zweithöchsten Liga des Landes, der J2 League. Für den Verein absolvierte er 12 Spiele. 2002 wechselte er zum Drittligisten Alouette Kumamoto. Ende 2002 beendete er seine Karriere als Fußballspieler.